# Pallejà (kommunhuvudort)
Pallejà är en kommunhuvudort i Spanien.   Den ligger i provinsen Província de Barcelona och regionen Katalonien, i den östra delen av landet, 500 km öster om huvudstaden Madrid. Pallejà ligger 50 meter över havet och antalet invånare är 11 134.
Terrängen runt Pallejà är kuperad åt sydväst, men åt nordost är den platt. Pallejà ligger nere i en dal. Runt Pallejà är det mycket tätbefolkat, med 6 019 invånare per kvadratkilometer. Närmaste större samhälle är Barcelona, 14,2 km öster om Pallejà. Runt Pallejà är det i huvudsak tätbebyggt.